# Dere punctifrons
Dere punctifrons är en skalbaggsart som beskrevs av Holzschuh 1991. Dere punctifrons ingår i släktet Dere och familjen långhorningar. Inga underarter finns listade i Catalogue of Life.